# 野々村友紀子
野々村 友紀子（ののむら ゆきこ、1974年〈昭和49年〉8月5日 - ）は、大阪府大阪市出身の放送作家、タレント。吉本総合芸能学院（NSC）11期生。本名：川谷 友紀子。夫はお笑いコンビ・2丁拳銃の川谷修士。

## 来歴
- 元吉本興業所属の芸人。大阪NSC11期。同期に、陣内智則、ケンドーコバヤシ、たむらけんじ、中川家、ハリウッドザコシショウ、ハリガネロック、堂土貴（ルート33）、ツインカム、他事務所では児嶋一哉（アンジャッシュ）がいる。
- 1992年、NSC大阪校「高僧・野々村」というコンビ名で活動していたが1999年2月解散。その後、一般会社でのOL生活を経て放送作家に転身[1]。
- 2002年6月に1期後輩芸人の川谷修士（2丁拳銃）と結婚。馴れ初めは、とあるライブのエンディングで川谷から告白されたのが大きい要因[2]。
- 2006年から主婦業に集中するため休業。
- 2006年6月に長女、2008年7月に次女を出産。2012年から仕事復帰。
- 2000年頃から海原やすよ・ともこの漫才を共同制作している。
- NSC東京校講師やアニメやゲームのシナリオも制作している[3]。
- 2017年8月に初の著書『強く生きていくために あなたに伝えたいこと』（産業編集センター）を出版。

## 人物
- 主にバラエティ番組を中心に活動する放送作家であり、漫才・コント・コメディー脚本の執筆、ショートアニメ脚本、劇場ライブ構成・演出なども手掛ける。
- 作家の仕事は旧姓である「野々村友紀子」名義で活動。夫婦でテレビの仕事の際には「川谷友紀子」で出演。
- 2012年に仕事復帰した際には裏方メインでやっていくつもりだったが、夫の相方・小堀裕之へのダメ出しぶりを番組で披露したところ大ウケ。「2丁拳銃の出番が増えるならと」少しずつ番組出演も引き受けることになったという[1]。

## 担当番組

### レギュラー出演のテレビ番組/舞台
- 貝社員 - 一部脚本のみ
- 女芸人No.1決定戦 THE W
- ゴゴスマ -GO GO!Smile!-（CBCテレビ、木曜日）
- ハロー!ちびっこモンスター（NHK Eテレ）- MC
- よんチャンTV（MBS、金曜日月1回）
- カチモ （MBS、金曜日・不定期）- ナビゲーター
- トークィーンズ（フジテレビ）- 準レギュラー
- 上田と女が吠える夜（日本テレビ）
- サタデープラス（MBS・TBS） - パネラーまたはロケ企画に準レギュラー出演
- チャント!「○○行ったら コレ買いや！」（CBCテレビ、2024年11月1日 - 不定期）- リポーター[4]

### 過去に担当した番組
- 痛快!明石家電視台
- 大阪ほんわかテレビ
- ことミック大辞典
- 燃えろ!マナー部
- それゆけ!ゴロッキーズ
- セクシー女塾
- 人妻温泉
- ?マジっすか!
- スピルバーガー
- べえぇす!
- フジテレビ「笑っていいとも!」金曜日担当
- TBS「パワー☆プリン」
- BS TwellV「ガラスの仮面ですが」脚本
- バイキング
- 地球の走り方 世界ラリー応援宣言（テレビ朝日）
- 中居正広の金曜日のスマイルたちへ（TBS、2019年10月 - 2024年12月） - 準レギュラー
- THE MC3（TBS、2024年11月4日 - 12月9日）- 準レギュラー

### 過去に夫婦で出演した番組
- ジャイケルマクソン
- ザ!世界仰天ニュース
- サタネプ☆ベストテン
- 踊る!さんま御殿!!スペシャル
- Oh!どや顔サミット
- 笑っていいとも!
- あらびき団
- ピロロン学園
- やすとものどこいこ!?
- 人生が変わる1分間の深イイ話
- 本能Z
- 痛快!明石家電視台
- メッセンジャーの○○は大丈夫なのか?
- しくじり先生 俺みたいになるな!!
- お笑いワイドショーマルコポロリ!
- おかべろ

### 過去に単独で出演した番組
- 踊る!さんま御殿!!
- ソモサン・セッパ!
- 雨上がり決死隊のトーク番組アメトーーク!
  - 2014年1月「ガラスの仮面芸人」
- おはよう朝日です
- MASKMEN
- 痛快TV スカッとジャパン
- 5時に夢中!
- ご参考までに。
- 今夜くらべてみました
  - 2018年11月14日「トリオTHE東京育ちと時々田舎女子」
  - 2019年2月6日、「真夜中の妻たちNo.1決定戦」
- 街録ch〜あなたの人生、教えて下さい〜
- バイキングMORE（2018年12月 -　2022年3月、フジテレビ） - 月曜準レギュラー
- ハロー!ちびっこモンスター
- おしゃれクリップ（2024年11月24日、日本テレビ）[5]

## 脚本
- ガラスの仮面ですが
- 薄桜鬼〜御伽草子〜（シリーズ構成も）
- みにヴぁん

## 出演

### テレビドラマ
- コタツがない家（2023年10月18日 - 12月20日、日本テレビ） - 霞田和恵 役[6]
- 相続探偵 第5話（2025年2月22日、日本テレビ） - 厭味な客 役[7]
- こんばんは、朝山家です。 第6話・第7話（2025年8月10日・17日〈予定〉、朝日放送テレビ・テレビ朝日） - 雑誌記者 役[8]

## 書籍
- 『強く生きていくために あなたに伝えたいこと』（2017年8月10日、産業編集センター）ISBN 978-4-86311-158-5
- 『あの頃の自分にガツンと言いたい』（2018年7月13日、産業編集センター）ISBN 978-4-86311-195-0
- 『パパになった旦那よ、ママの本音を聞け!』（2019年2月21日、赤ちゃんとママ社）ISBN 978-4-87014-137-7
- 『夫が知らない家事リスト』（2019年9月18日、双葉社）ISBN 978-4-57531-489-2
- 『夫婦喧嘩は買ったらダメ。勝ったらダメ。』（2019年11月13日、産業編集センター、イラスト：米津祐介）ISBN 978-4-86311-247-6
- 『ハッキリものを言って嫌われる人、好かれる人の伝え方』（2020年6月26日、クロスメディア・パブリッシング）ISBN 978-4-29540-424-8